# 後藤信幸
後藤 信幸（ごとう のぶゆき、1930年4月7日 - 2017年8月）は、日本のフランス・ドイツ文学者、詩人、翻訳家。
亜細亜大学教養部助教授、教授。

## 略歴
大分県竹田市（当時の住所は、大分県直入郡竹田町古町575番地）に生れる。
1936年熊本県玉名郡弥富村の尋常小学校、1942年竹田中学校、1944年学徒勤労動員（北九州の軍需工場）を経て、1947年広島高等師範学校文科に入学。10代後半はロシア文学、ドイツ文学に親しみ、18歳ころより短歌を創作、手書き歌集『昼の夢』（200首）を宮柊二に送る。
19歳頃より詩作。1960年、慶應義塾大学の通信教育で学ぶ。
1965年慶應義塾大学文学部仏文科卒、学部論文は「シュペルヴィエルにおける詩的体験 - 記憶と忘却 -」。
1968年同大学院修士課程修了（仏語・仏文学専攻）修士論文は「シュペルヴィエルに於ける内的空間 - 忘れがちの記憶 -」。
1969年金子直との文通始まる。また、俳句を書きはじめる。1975年金子直を中心とした詩誌「回」に創刊より参加。
1978年ヨーロッパ行、シュペルヴィエルの墓、リルケの墓に詣でる。
1982年より1983年パリに滞在。1986年金子直との二人誌「回」創刊。発行所の回暦社を自宅に置く。
1990年に「回」はⅩ号で終巻、1991年『回 1986-1990』として回暦社より刊行。
1996年頃よりフィリップ・ジャコテの詩の翻訳を多く行う。
市井の俳人としての顔を持ち、晩年には住所地で毎月開かれていた団地親睦句会（花水木句会＝後路高笑主宰）に、2003年から亡くなる2017年8月まで毎月ほぼ皆勤した。

## 著書
- 『シュペルヴィエル 内部空間の詩人』（国文社） 1979
- 『存在の梢』（国文社） 1997
- 『忘れがちの記憶』（国文社） 1999
- 『葛の空 後藤信幸全句集』（邑書林） 2020

### 共著
- 『回 1986-1990』（金井直共著、回暦舎） 1991

## 翻訳
- 『リルケの詩と実存』（ヴィクトール・ヘル、理想社） 1969
- 『ロマン的魂と夢 ドイツ・ロマン主義とフランス詩についての試論』（アルベール・ベガン、小浜俊郎共訳、国文社、アルベール・ベガン著作集1）  1972
- 『ルー・ザロメ - ニーチェ、リルケ、フロイトをめぐって』（マキー、「ルー・ザロメ著作集 別巻」以文社） 1974
- 『現存の詩 クレティアン・ド・トロワからピエール・エマニュエルまで 付ネルヴァル』（アルベール・ベガン、小浜俊郎, 山口佳巳共訳、国文社、アルベール・ベガン著作集2） 1975
- 『リルケ書簡集』2 - 3（塚越敏共訳、国文社） 1977 - 1978、全4巻
- 『ストラヴィンスキーの思い出』（C・F・ラミュ、泰流社、ゼピュロス叢書） 1985
- 『帆船のように シュペルヴィエル詩集』（国文社） 1985
- 「習作と明証・詩篇と献呈詩」（河出書房新社、『リルケ全集 第5巻 (詩集 5)』） 1991
- 『冬の光に 附・雲の下の想い フィリップ・ジャコテ詩集』（国文社） 2004
- 『無知なる者 フィリップ・ジャコテ詩集』（国文社） 2009

## 参考
- ［2］後藤著『存在の梢』巻末年譜